# Стефан I (папа)
Стефа́н I (лат. Stephanus I; ? - 2 серпня 257, Рим, Стародавній Рим) — двадцять третій папа Римський (12 березня 254—2 серпня 257), за походженням римлянин. Під час його понтифікату виник спір про важливість хрещення апостатів і єретиків. Окремі єпископи Північної Африки та Малої Азії, найвідомішими з яких були Кипріян Карфагенський і Фірміліан Кесарійський, підтримували необхідність повторного хрещення осіб, які відступилися від християнської віри. Стефан I не підтримав ці пропозиції. Загинув смертю мученика під час правління римського імператора Валеріана, похований у катакомбах Калікста, визнаний Християнською церквою святим.